# Брест (Мерошина)
Брест је насеље у Србији у општини Мерошина у Нишавском округу. Према попису из 2022. било је 462 становника (према попису из 1991. било је 643 становника).

## Демографија
У насељу Брест живи 464 пунолетна становника, а просечна старост становништва износи 43,5 година (43,3 код мушкараца и 43,7 код жена). У насељу има 148 домаћинстава, а просечан број чланова по домаћинству је 3,80.
Ово насеље је великим делом насељено Србима (према попису из 2002. године), а у последња три пописа, примећен је пад у броју становника.
|  |

| Демографија | Демографија | Демографија |
| Година      | Становника  | Становника  |
| ----------- | ----------- | ----------- |
| 1948.       | 624         |             |
| 1953.       | 675         |             |
| 1961.       | 750         |             |
| 1971.       | 680         |             |
| 1981.       | 679         |             |
| 1991.       | 643         | 624         |
| 2002.       | 562         | 580         |
| 2011.       | 547         |             |

| Етнички састав према попису из 2002.‍ | Етнички састав према попису из 2002.‍ | Етнички састав према попису из 2002.‍ | Етнички састав према попису из 2002.‍ | Етнички састав према попису из 2002.‍ |
| ------------------------------------ | ------------------------------------ | ------------------------------------ | ------------------------------------ | ------------------------------------ |
|                                      |                                      |                                      |                                      |                                      |
| Срби                                 | Срби                                 |                                      | 552                                  | 98,22%                               |
| Југословени                          | Југословени                          |                                      | 5                                    | 0,88%                                |
| Роми                                 | Роми                                 |                                      | 3                                    | 0,53%                                |
| Бугари                               | Бугари                               |                                      | 1                                    | 0,17%                                |
| непознато                            | непознато                            |                                      | 0                                    | 0,0%                                 |

| Година пописа     | 1948. | 1953. | 1961. | 1971. | 1981. | 1991. | 2002. |
| ----------------- | ----- | ----- | ----- | ----- | ----- | ----- | ----- |
| Број домаћинстава | 99    | 106   | 139   | 149   | 152   | 160   | 148   |

| Број чланова      | 1  | 2  | 3  | 4  | 5  | 6  | 7 | 8 | 9 | 10 и више | Просек |
| ----------------- | -- | -- | -- | -- | -- | -- | - | - | - | --------- | ------ |
| Број домаћинстава | 16 | 31 | 23 | 17 | 27 | 28 | 5 | 0 | 1 | 0         | 3,80   |

| Пол    | Укупно | Неожењен/Неудата | Ожењен/Удата | Удовац/Удовица | Разведен/Разведена | Непознато |
| ------ | ------ | ---------------- | ------------ | -------------- | ------------------ | --------- |
| Мушки  | 247    | 52               | 167          | 22             | 6                  | 0         |
| Женски | 238    | 29               | 168          | 39             | 2                  | 0         |
| УКУПНО | 485    | 81               | 335          | 61             | 8                  | 0         |

| Пол    | Укупно                    | Пољопривреда, лов и шумарство | Рибарство                            | Вађење руде и камена | Прерађивачка индустрија       |
| ------ | ------------------------- | ----------------------------- | ------------------------------------ | -------------------- | ----------------------------- |
| Мушки  | 118                       | 31                            | 0                                    | 0                    | 27                            |
| Женски | 51                        | 22                            | 0                                    | 0                    | 7                             |
| УКУПНО | 169                       | 53                            | 0                                    | 0                    | 34                            |
| Пол    | Производња и снабдевање   | Грађевинарство                | Трговина                             | Хотели и ресторани   | Саобраћај, складиштење и везе |
| Мушки  | 2                         | 16                            | 8                                    | 0                    | 8                             |
| Женски | 0                         | 0                             | 3                                    | 2                    | 2                             |
| УКУПНО | 2                         | 16                            | 11                                   | 2                    | 10                            |
| Пол    | Финансијско посредовање   | Некретнине                    | Државна управа и одбрана             | Образовање           | Здравствени и социјални рад   |
| Мушки  | 0                         | 0                             | 12                                   | 2                    | 2                             |
| Женски | 1                         | 0                             | 2                                    | 3                    | 7                             |
| УКУПНО | 1                         | 0                             | 14                                   | 5                    | 9                             |
| Пол    | Остале услужне активности | Приватна домаћинства          | Екстериторијалне организације и тела | Непознато            | Непознато                     |
| Мушки  | 2                         | 0                             | 0                                    | 8                    | 8                             |
| Женски | 0                         | 0                             | 0                                    | 2                    | 2                             |
| УКУПНО | 2                         | 0                             | 0                                    | 10                   | 10                            |